# Heinz Lehmann
Heinz Edgar Lehmann (17.7.1911 – 7.4.1999) là một thầy thuốc bệnh tâm thần người Canada gốc Đức, nổi tiếng về việc dùng chlorpromazine để chữa trị chứng tâm thần phân liệt trong thập niên 1950.
Sinh tại Berlin, Đức, và học ở các trường Đại học Freiburg, Đại học Marburg, Đại học Wien, và Đại học Berlin. Ông di cư sang Canada năm 1937.
Năm 1947, ông được bổ nhiệm làm giám đốc phụ trách khoa lâm sàng ở Bệnh viện Douglas tại Montreal. Từ năm 1971 tới năm 1975, ông làm giáo sư ở Phân khoa bệnh học tâm thần của Đại học McGill.

## Giải thưởng và Vinh dự
- Giải nghiên cứu Y học lâm sàng Lasker-DeBakey (1957)
- Huân chương Canada hạng Officer (1976).
- Viện sĩ Viện Hàn lâm Hoàng gia Canada (1970).
- Canadian Medical Hall of Fame[1] năm 1998.

Năm 1999, trường Canadian College of Neuropsychopharmacology lập ra Giải Heinz Lehmann mang tên ông, trao cho các người có đóng góp xuất sắc trong nghiên cứu về thuốc chữa bệnh tâm thần ở Canada.